# レンタヒーロー
『レンタヒーロー』 (RENT A HERO) は、1991年9月20日に日本のセガから発売されたメガドライブ用アクションロールプレイングゲーム。
誰でもヒーローになれるアーマースーツを手に入れた主人公を操作し、悪徳企業やギャングを倒して街の平和を守る事を目的としている。通常は当時のスタンダードなトップビュー（上から見下ろし）型RPGの体裁で、プレイヤーは自分の分身である「ヒーロー」を操作し自宅や街を歩き情報収集したり謎を解き明かす。時折遭遇する敵との戦闘時はサイドビュー（横から見る）型アクションゲームのような画面になり、キック・パンチ・必殺技などをリアルタイムで繰り出して敵を倒す。この繰り返しで最終目標（ゲームクリア）を目指す事になる。
開発はセガ第2AM研究開発部が行い、企画はメガドライブ用ソフト『ヴァーミリオン』（1989年）を手掛けた岡安啓司、音楽はアーケードゲーム『スペースハリアー』（1985年）や『アウトラン』（1986年）を手掛けた川口博史および後にアーケードゲーム『バーチャレーシング』（1992年）を手掛けた光吉猛修が担当している。
2007年にWii用ソフトとしてバーチャルコンソールにて配信された。

## 概要
本作の特徴は題名のとおり「ヒーロー」の力の根源が「レンタル」されたものである、ということにある。ヒーローは第三者から依頼を受けてお金を稼ぐが、超人的な力を発揮する「ヒーロースーツ」はレンタルしたもので、定期的にレンタル料金を払わなければならない。またスーツのエネルギー源も乾電池から得ているが、乾電池のエネルギーが切れると変身できなくなってしまう。これらの料金は依頼料から捻出され、スーツレンタル代は定期的に銀行振込をしなければならず一定期間滞納させると使えなくなってしまう（乾電池や体力回復剤などの雑費系アイテムはコンビニエンスストアで購入するなど複数の手段あり）。しかし主人公は地道に依頼をこなす（最初の方の依頼も出前の手伝いなどが多い）うち、徐々に街のヒーローとして有名になり、敵も本格的な悪へとグレードアップしていく。
ファンの口コミを通じて発売後10年の間にじわじわと再評価の機運が高まり、長い時間差を経てブレイクした。2000年には「超一流のB級。」をコンセプトおよびキャッチコピーに掲げたリメイク作『レンタヒーローNo.1』が発売（詳細は#続編・移植を参照）、2019年9月にはセガ自ら手掛けリリースされる復刻系ゲーム機・メガドライブ ミニにプリインストールされる42作品の一つとして収録されるまでとなった。
本作は主題曲付きのオープニングが当時としては非常に作りこまれているが、基本的にゲーム冒頭に1回しか見る事ができない（オープニング開始直前にデータセーブを行えば何度でも見られるが、3つあるセーブスロットの1つが埋まってしまう）。『レンタヒーローNo.1』では主題曲に影山ヒロノブによる歌唱が追加されている。

## ゲーム内容

### システム
仕事の依頼は主人公の自宅にあるパソコンでセカにアクセスすることで受けられる。与えられた仕事をこなすと報酬となるお金を受け取ることができ、再びパソコンでセカより次の仕事の依頼を受ける。基本的にこの繰り返しでゲームは進行していく。
主人公にはHP（ヒットポイント）とBT（バッテリー。コンバットアーマーのエネルギー残量で、ファンタジーRPGにおけるマジックパワーに相当する）という数値が設定されている。HPが0になると主人公は力尽きてしまい、シナリオ等の進行状況はそのままに、コージャの町にある病院から再スタートする。このとき、手持ちのお金の半分を治療費として取られてしまう。ただし銀行に預けた分は減らずに済む。BTは特殊武器（魔法に相当）を使ったときだけでなく、コンバットアーマーを着て歩いているだけでも減っていく。BTが0になるとコンバットアーマーそのものを使うことができなくなり、強制的に生身に戻され大幅な戦闘力ダウンを強いられる。
コンバットアーマーの着脱は移動中に「へんしん」のコマンドを入力することで行う。コンバットアーマーを身につけると戦闘力が強化されるだけでなく、移動中の歩くスピードも速くなる。前項で述べたようにアーマーを使い続けるにはレンタル料を支払わなければならず、ゲーム中一定の時間が経過するごとに支払い期限を告げる警告メッセージが表示される。支払いが滞った場合もそれ以上アーマーを使うことができなくなってしまう。レンタル料の支払いは銀行の窓口や店のキャッシュディスペンサーで行うこともできるが、預金をしておけばそこから自動的に引き落としが行われる。
本作には経験値やレベルの概念が無く、主人公の成長もすべてお金を使って行う。HPはより強いアーマーを入手することで、BTは「エナジータンク」というアイテムを入手して使うことで、それぞれ最大値が上昇する。アーマーの強化や特殊武器の入手にはセカへの寄付を行う必要があり、これらの成長にはまとまった金額のお金が必要になってくる。また仕事の依頼をこなす以外にも、町を歩いていると通り魔やヤクザなどの悪漢が襲ってくることがあり、これらの敵を倒すことで回復アイテムなど消耗品程度の資金なら調達することが可能（回復アイテムそのものが手に入る場合もある。）。「おれと勝負しろ」という言葉に応じると戦闘になり、勝つと一定金額のお金をくれる男もいる。
戦闘はサイドビューの格闘ゲームタイプのアクションゲームになっている。1対1の場合が多いが、イベント戦闘にて時おり敵が複数で襲ってくることもある。コンバットアーマーを着ていればジャンプ攻撃や特殊武器が使えるが、生身では地上でのパンチ攻撃しかできない。なお本作では、戦闘中は逃走・アイテムの使用・アーマーの着用は一切できない。

### おもなアイテム
基本的な回復アイテムはコンビニエンスストアのほかデパートでも購入でき、不要なものは買値の半額で売ることもできる。なお、本作の貨幣単位は「ゴード」である。
ダイジョーV
マジンダスZ
ノンデル皇帝液
栄養ドリンク。使うとHPが回復する。回復量はダイジョーVが20、マジンダスZが40、ノンデル皇帝液が80。HPはこれらの使用のほか、町のホテルに泊まることでも回復する。
単3電池
単2電池
単1電池
コンバットアーマーのエネルギー源となる乾電池。使うとアーマーが充電され、BTが回復する。回復量は単3が10、単2が20、単1が40。BTの回復にはこれらの電池を使う以外に方法は無い。
ドリームキャスト版ではこの設定を生かし、三洋電機製乾電池「ネオ・アルカリ」とのタイアップを行っている。
エナジータンク
MBT（BTの最大値）を上げるアイテム。使うと1個につきMBTが10増える。何処かにあるセカの研究所でのみ購入できる。2000ゴードと高額なため、購入には仕事の報酬のようなまとまった金額のお金が必要になる。
RHブレスレット
ある程度依頼をこなし、セカから認められたヒーローが貰えるブレスレット。セーブには自宅に戻ってパソコンを起動しなければならないが、これを使うと移動中いつでもセーブができる。またこれを持っていると、上述のセカの研究所に入ることもできる。
ニャニュニニュウム
膨大な量のエネルギーを秘めた、珍しい鉱石。最強の特殊武器を作るのに必要。

### その他
- 主人公の名前を「ケンシロウ」と設定した場合、「じいさん」という名前になってしまう。また何も入力せずいきなり「END」を選んだ場合は「やまだたろう」（変身後の名前の場合は「レンタルマン」）になる。
- ゲーム中主人公が使うパソコンの名前は「オテラドライブ」となっているが、これはテラドライブのパロディである。なお『レンタヒーローNO.1』ではドリームキャストをもじった「クリームキャスト」になっている。

## 設定

### ストーリー
自宅に届いた出前のミスにより主人公が手に入れた「誰でもヒーローになれるアーマースーツ」。このスーツ（コンバットアーマー）、実は「センセーショナル・カフェテリア」略して「セカ (SECA) 」という会社のレンタル用品だった。主人公はセカより依頼のあった仕事をこなし、出前の手伝いや小学生の使い走り、やがては平和な街を襲う悪徳企業やギャングの暗躍など、待ち受ける難事件に挑んでゆく。

### 舞台
舞台である『エアロシティ』には全部で10の町があり、その名前はいずれも発売当時にセガ本社ビルが所在していた大鳥居周辺の地名(京浜急行電鉄の駅)のパロディになっている。「エアロシティ」も当時セガが販売していたアーケードゲーム筐体の名前である。
町と町の間の移動は電車で行うが、これは無料で利用することができる。
()はモデルとなった駅および地名
コージャ（糀谷→こうじや→コージャ）
主人公の一家が引っ越してきた町で、ゲームのスタート地点でもある。住宅街だが病院があり、主人公がやられるとそこから再スタートする。
オートリー（大鳥居→おおとりい→オートリー）
2番目に訪れる町。そこそこ繁華街がある。レストラン「ペンギン食堂」がある。
グッズリバー（品川駅→品（グッズ）川（リバー）→グッズリバー）
南側がオフィス街になっており、ストーリーにかかわる「ジェイク・カンパニー」や「クドイ出版」のビルがある。
グリーンズ（青物横丁→青物→グリーンズ）
公園のある住宅街で、子供が走り回る姿が目立つ。
マカタ（蒲田→カマタ→マカタ）
工場などが多く「ノモルワ化学」のビルもある町。西側には倉庫が立ち並ぶ。
ビッグッド（大森町→大（ビッグ）森（ウッド）→ビッグッド）
郊外にある町。西側の山ではトンネル工事をしており、中には謎の遺跡がある。他は家も少ない辺鄙な場所。
ピーストライプ（平和島→平和縞（同音）→平和（ピース）縞（ストライプ）→ピーストライプ）
「クドイ出版」の本社がある町。デパートには屋上階があり、そこでは時々怪獣ショーが行われる。
ダハネ(羽田空港駅（作品製作当時)、現天空橋駅）。ハネダ→ダハネ）
「ゼニカセ警部」のいるダハネ警察署がある。
アナモイナ（穴守稲荷→アナモリイナリ→アナモイナ）
住宅街。心臓病の少女「サラン」の家のほか、数軒のマンションがある。
スタンミート(立会川→立（スタンド）会（ミート）川→スタンミート）
住宅街。地上げ屋に荒らされていて、一軒あるアパートのほかは廃屋や更地ばかり。

## 登場人物
主人公（NO.1：ヤマダ タロウ）
父親の転職でコージャの町に引っ越してきた青年。レンタヒーローとして活躍するうち、様々な事件に巻き込まれていく。プレイヤーは変身前・変身後と二つの名前をつけることになる。
父親（NO.1：ヤマダ カズオ）
主人公の父親。自宅のホームパーティーにて怪獣の着ぐるみを着てふざけ半分で襲い掛った際、アーマーの性能を知らずに変身した主人公の一撃で怪我をしてしまう。
母親（NO.1：ヤマダ ヨシコ）
主人公の母親。少し口うるさいところがある。
アリサ（NO.1：ヤマダ アリサ）
主人公の妹。
ミュー
主人公の担当となるセカのスタッフ。仕事の紹介と主人公の行動の記録を行い、指示を送ってくる。ゲーム再開時のデータ選択画面でイメージ映像が出てくるだけで、ゲーム中本人は姿を見せない。
ケント
コージャの町に住んでいる少年。アリサに一目ぼれしてしまい、主人公に相談を持ちかけてくる。
ゼニカセ警部
ダハネ警察署に勤める警察官。真面目で正義感の強い人物。頻発する難事件に困り果て、度々主人公に協力を依頼してくる。「わしは警察のゼニカセ警部だ！」が口癖。
ボブ
情報屋の老人。難事件の際には主人公に情報提供するなど、なにかと協力してくれる。
ジョニー
ボブの友人である青年。とある企業に勤めているが、実は人に束縛されるのが嫌いな性格。
ノモルワ社長
大企業「ノモルワ化学」の社長。黒い噂のある男で、人から恨みを買うこともある。
ダイナマイトドッグス
物語の後半に登場する、凶悪な犯罪集団。組織を支配するボスの正体は謎に包まれている。

## 移植版
| No. | タイトル       | 発売日        | 対応機種 | 開発元   | 発売元 | メディア                              | 型式 | 備考                                  |
| --- | -------------- | ------------- | -------- | -------- | ------ | ------------------------------------- | ---- | ------------------------------------- |
| 1   | レンタヒーロー | 2007年4月17日 | Wii      | SEGA-AM2 | セガ   | ダウンロード （バーチャルコンソール） | -    | 日本では2019年1月31日配信・発売終了。 |

## 音楽
主題歌
- 「君は人のためにレンタヒーローになれるか」
  - 作詞：蟻川とんぼ
  - 作曲：川口博史
  - 歌：光吉猛修

## スタッフ
- 企画：KEI（岡安啓司）
- プログラム：KEI（岡安啓司）、ITACHAN（板井克倫）
- シナリオ：TOMBO（ありかわゆきのぶ）
- チーフ・デザイン：DEKOCHAN
- デザイン：ZAKI（伊崎和宏）、PAPA、KATE
- チーフ・サウンド：HIRO（川口博史）
- サウンド：D.C.HAMMER、Rさぶろう丸（光吉猛修）
- スーパーバイザー：BIN（三船敏）
- スペシャル・サンクス：YU（鈴木裕）

## 評価
- ゲーム誌『ファミコン通信』の「クロスレビュー」では合計29点（満40点）になっている[7]。

- ゲーム誌『メガドライブFAN』の読者投票による「ゲーム通信簿」での評価は以下の通りとなっており、23.18点（満30点）となっている[1]。

| 項目 | キャラクタ | 音楽 | 操作性 | 熱中度 | お買得度 | オリジナリティ | 総合  |
| 得点 | 4.13       | 3.76 | 3.30   | 3.91   | 3.77     | 4.31           | 23.18 |

- ゲーム本『メガドライブ大全』（2004年、太田出版）では、本作を「超一流のB級テイスト」と表現しており、現代社会を舞台にアーマーのレンタル料金を入金するシステムや後味の悪い仕事などが存在する事に関して、「そればかりを表に出さないのが本作の心意気」と肯定的に評価、また後にドリームキャストでリメイク版が発売された事に関して「メガドラ時代からのファンを歓喜させました」と総括した[10]。

## 続編
『レンタヒーローNO.1』
- 2000年5月25日、ドリームキャスト用ソフトとして発売された。同社のアクションゲーム『スパイクアウト』（1998年）のソースコードを流用[11][12]しており、キャラクターのモーションや戦闘システムに使われている。主人公のヤマダタロウは出前を頼んだService Cafe (SECA) のサービスで謎のスーツ (スーパーエナジーコンバットアーマー) を手に入れる。スーツを着ると腕力とスピードが常人の数倍に高くなる。その日から、彼はレンタヒーロー1号として、SECAから舞い込む依頼を受けることになる[13]。画面は見下ろし型2Dから3Dとなり、新キャラクター・レンタヒロコの追加、影山ヒロノブによる主題歌ボーカルが追加されている。2003年9月4日にはXboxの移植版が発売された[4]。

## 舞台版
2018年1月17日から21日まで東京・六行会ホールで『NO.1』を含んだ内容をもとに『レンタヒーロー』として舞台演劇化。主催・制作はSPIRAL CHARIOTS。脚本・演出は、SPIRAL CHARIOTS主宰の服部整治が担当。セガゲームス、セガホールディングスが監修および特別協力。

### 舞台版おもなキャスト
- レンタヒーロー・レンタマン/タロウ・ターナー：小笠原健
- レンタヒーロー・ダークネス/マック・アルビーテ：磯貝龍虎
- スージー・ストライプ：小原春香
- レンタヒーロー・レンタヒロコ/ピアノ・ドレミー：戸島花
- レンタヒーロー・ウルサラマン/ウルサラマン：南翔太
- コンブー・ダシジル：辰巳シーナ
- レンタヒーロー・ブライカーンマン/ウィル・アントニー：戸田翔
- オルガノ・ドレミー：大和さゆり
- トラベル・トラボルタ：テキサス
- カネナシ：栗原みさ
- ミンク：樫村みなみ
- トマト：御崎かれん
- ハイエナ：松村凌太郎
- ガゼル：斎藤貴裕
- アリサ・ターナー：須藤理央
- ヨシコ・ターナー：庄野早冴子
- ゼニカセ警部：南米仁
- リョーガエ巡査：平山トオル
- バスター・アルビーデ（ノモルワ化学社長）：山田将太
- ケント・アルビーデ：小松崎真広
- マイタケ・ジャクソン：花崎ちづ
- ミュー：名塚佳織（声の出演）
- ラース（ダハネ警察署署長）：服部整治